# Vakijvari
Vakijvari (en georgiano: ვაკიჯვარი) es un pueblo de Georgia ubicado en el sur de la región de Guria, siendo parte del municipio de Ozurgueti. 

## Geografía
Vakijvari se encuentra a orillas del río Natanebi. 

## Historia
En el pueblo se encontraron objetos de bronce y barras, así como fragmentos de cerámica y azulejos de la Antigüedad temprana. La iglesia de Vakijvari fue construida por primera vez en el siglo X.  
Durante el Imperio ruso, se incluyó en la comunidad de Bajvi y se llamó Vake-Jvari. Antes del descubrimiento de Bajmaro, Vakijvari era considerado un lugar de curación pero después perdió su importancia.
En el año 2000 se construyó una nueva iglesia sobre los cimientos de la antigua iglesia.

## Demografía
La evolución demográfica de Vakijvari entre 1908 y 2014 fue la siguiente:
| 1101                                            | 711 | 844 | 597 |
| (Fuente: Population of Georgia in Soviet times) |     |     |     |

Según el censo de 2014, los georgianos constituían el 100% de la población.

## Economía
Vakijvari está oficialmente reconocido como lugar de vacaciones por el gobierno de Georgia.

## Infraestructura

### Educación
En el pueblo hay una escuela y una biblioteca.

### Transporte
El pueblo está conectado con Ozurgueti por una carretera. 